# 大卫·古道尔
大卫·威廉·古道尔（英語：David William Goodall，1914年4月4日—2018年5月10日）是一位在英国出生的澳大利亚植物学家和生态学家。他是生态学统计思想发展初期的一位具有影响力的人物，尤其是在对植物的研究上。
2018年5月10日，大卫·古道尔前往瑞士的一家诊所接受安乐死，终结了自己104歲的生命。据报道，他是听着贝多芬的《欢乐颂》逝世的。